# Tokomadji
Tokomadji (en arabe : توكوماجي) est une commune rurale du sud de la Mauritanie, située dans le département de Kaédi de la région de Gorgol.

## Géographie
La commune de Tokomadji est située au sud-ouest dans la région de Gorgol et elle s'étend sur 755 km2.
Elle est délimitée au nord par la commune de Lexeiba 1, à l’est par la commune de Toufoundé Civé, à l'ouest par le fleuve Sénégal, qui fait la frontière avec le Sénégal, et par la commune de Djewol.
La commune est divisée en nombreuses localités, dont la plus grande est le village de Tokomadji. Il se trouve sur la rive du fleuve Sénégal, à environ 55 km à l'est de Kaédi. Il est divisé en deux grands quartiers : le plus grand (Wouro) et le plus petit (Gourel Diéry).

## Histoire
Le village de Tokomadji a été fondé en 1929.
Tokomadji a été érigée en commune par l'ordonnance du 20 octobre 1987 instituant les communes de Mauritanie.

## Démographie
Lors du Recensement général de la population et de l'habitat (RGPH) de 2000, Tokomadji comptait 6 184 habitants.
Lors du RGPH de 2013, la commune en comptait 9 939, soit une croissance annuelle de 3,9 % sur 13 ans.

## Économie
L'agriculture est au centre de l'économie de Tokomadji, comme quasiment toutes les communes de la région. Mais cette économie est fragile car elle rencontre des obstacles à son développement, notamment les conditions climatiques ou le manque de moyens des agriculteurs. Pour faire face à ces obstacles, l'état ou différentes ONG financent des projets qui améliorent les conditions de vie des habitants.